# Пальвинская, Софья Тарасовна
Софья Тарасовна Пальвинская (1921—2006) — советский передовик производства в сельском хозяйстве. Депутат Верховного Совета СССР 7-го созыва (1966—1970). Герой Социалистического Труда (1966).

## Биография
Родилась 15 декабря 1921 года в деревне Хвостово,  Шумилинского района Витебской области в крестьянской семье.
С 1937 года после окончания Погорелицкой семилетней школы и курсов счетоводов, С. Т. Пальвинская начала свою трудовую деятельность в шестнадцать лет, в колхозе, затем перешла на работу в Лесковичский маслосырозавод.
С 1941 по 1944 годы в период Великой Отечественной войны, С. Т. Пальвинская оставалась на оккупированной гитлеровскими войсками территории и помогала партизанам.
С 1944 года после освобождения Белоруссии и Витебской области от немецко-фашистских захватчиков и в послевоенные годы, после победы, С. Т. Пальвинская принимала активное участие в восстановлении родного колхоза.
После окончания войны работала колхозницей в полеводческой бригаде, а с 1954 года работала — телятницей колхоза имени В. И. Ленина Витебского района Витебской области Белорусской ССР. Уже в 1955 году, через год после начала работы на должности телятницы, С. Т. Пальвинская начала добиваться значительных успехов — суточный привес её молодняка давал до 800 граммов в живом весе. С 1955 года С. Т. Пальвинская начала принимать активное участие во  Всесоюзной сельскохозяйственной выставке — Выставке достижений народного хозяйства СССР в Москве, неоднократно награждалась медалями ВДНХ разной степени достоинства.
8 января 1958 года Указом Президиума Верховного Совета СССР «за выдающиеся успехи достигнутые в труде» Софья Тарасовна Пальвинская была награждена Орденом Трудового Красного Знамени.
22 марта 1966 года Указом Президиума Верховного Совета СССР «за достигнутые выдающиеся успехи в развитии животноводства, увеличении производства и заготовок мяса и другой продукции» Софья Тарасовна Пальвинская была удостоена звания Героя Социалистического Труда с вручением Ордена Ленина и золотой медали «Серп и Молот».
В 1957 году С. Т. Пальвинская  вступила в ряды КПСС. Делегат XXIII съезда КПСС (1966). Депутат Верховного Совета СССР 7-го созыва (1966—1970). Избиралась членом Шумилинского РК Белоруссии. Принимала участие в работе Белорусского совета защиты мира.
C 1977 года вышла на заслуженный отдых.
После выхода на пенсию жила в деревне Хвостово,  Шумилинского района Витебской области Белоруссии.
Умерла 6 января 2006 года в Витебске на кладбище Копти.

## Награды
- Медаль «Серп и Молот» (22.03.1966)
- Орден Ленина (22.03.1966)
- Орден Трудового Красного Знамени (18.01.1958)
- Медали ВДНХ

### Память
- 26 февраля 1997 года в «знак уважения к женщине-матери» решением Шумилинского райисполкома Витебской области была утверждена премия имени Героя Социалистического Труда Софьи Тарасовны Пальвинской за укрепление семьи, воспитание детей и участие в общественной жизни.